# Der Mond
Der Mond (La luna) è un'opera in un atto di Carl Orff  su libretto del compositore stesso, basato su un racconto dei fratelli Grimm (KHM 175).
La prima rappresentazione avvenne il 5 febbraio 1939 al Nationaltheater di Monaco di Baviera, sotto la direzione di Clemens Krauss. Il compositore descrisse il lavoro non come un'opera, ma come ein kleines Welttheater ("un piccolo mondo nel teatro"). L'opera ha una durata di circa un'ora ed è spesso rappresentata in coppia con Die Kluge, dello stesso Orff.

## Ruoli
| Ruolo              | Voce     | Cast originario Direttore: Clemens Krauss |
| ------------------ | -------- | ----------------------------------------- |
| Il narratore       | tenore   | Julius Patzak                             |
| San Pietro         | basso    | Paul Bender                               |
| Un agricoltore     | baritono |                                           |
| Primo ladro        | baritono | Franz Theo Reuter                         |
| Secondo ladro      | baritono | Emil Graf                                 |
| Terzo ladro        | tenore   | Karl Ostertag                             |
| Quarto ladro       | basso    | Georg Wieter                              |
| Il padrone di casa | parlato  | Ambros Witt                               |

## Trama
L'opera narra la storia di alcuni uomini che rubano la luna per il loro paese, che ne è privo. Tuttavia interverrà San Pietro stesso a recuperare la luna e a riportarla in cielo.
Due ruoli, quello di un bambino e del padrone di casa, sono solamente recitati, mentre quelli dei quattro ladri che rubano la luna, di San Pietro, di un agricoltore e del narratore sono cantati.

## Strumentazione
- Legni: 3 flauti (1 piccolo), 3 oboi (1 corno inglese), 3 clarinetti (1 clarinetto basso), 2 fagotti (1 controfagotto)
- Ottoni: 4 corni, 3 trombe, 3 tromboni, 1 tuba,
- Percussioni (5 percussionisti): timpani, grancassa, rullante, tamburo militare, tamburello, triangolo, xilofono, piatti, nacchere, vari piatti, tam-tam, raganella, bastone, campane natalizie, campana, campane tubolari, glassarmonica, Metallofono, glockenspiel.
- Altri strumenti: arpa, celesta, pianoforte, harmonium, accordion, cetra, archi.
- Orchestra sul palco: coro misto, corno naturale (tuba), organo, campane, tamburi militari, grancassa, piatti, tam-tam, macchina del vento, macchina del tuono e della illuminazione (Blitz, Einschlag)